# 유창 (남리후)
유창(劉昌, ? ~ ?)은 전한 후기의 제후로, 광릉여왕의 아들이다.

## 행적
본시 원년(기원전 73년), 남리후(南利侯)에 봉해졌으나, 지절 2년(기원전 68년)에 살인죄로 작위가 박탈되었다.
《한서》 무오자전에 광릉여왕의 아들로 남리후 유보(劉寶)가 등장하는데, 유창과 행적이 일부 일치한다. 전대소·왕선겸은 둘은 동일인물이며, 무오자전의 '유보'는 '유창'의 오기라고 주장하였다.

## 출전
- 반고, 《한서》 권15하 왕자후표 下

| 선대 (첫 봉건) | 전한의 남리후 기원전 73년 7월 임자일 ~ 기원전 68년 | 후대 (봉국 폐지) |